# 제주특별자치도의 유형문화재
제주특별자치도의 유형문화재는 지방유형문화재 중에서 제주특별자치도 내에 있는 문화재를 의미한다.

## 지정 목록
| 번호   | 사진 | 명칭                                                                          | 소재지                                     | 관리자 (단체)                        | 지정일                                                                    | 참조 |
| 1호    |      | 불탑사오층석탑 (佛塔寺五層石塔)                                               | 제주 제주시 삼양1동 696                    | 불탑사                               | 1971년 8월 26일 지정, 1993년11월 19일 해제, 보물 제1187호로 승격          |      |
| 2호    |      | 제주향교 (濟州鄕校)                                                           | 제주 제주시 용담1동 298-1                  | 제주시향교재단                       | 1971년 8월 26일 지정                                                      |      |
| 3호    |      | 연북정 (戀北亭)                                                               | 제주 제주시 조천읍 조천리 2690             | 제주시                               | 1971년 8월 26일 지정                                                      |      |
| 4호    |      | 대정향교 (大靜鄕校)                                                           | 제주 서귀포시 안덕면 사계리 3126-1         | 남제주군향교재단                     | 1971년 8월 26일 지정                                                      |      |
| 5호    |      | 정의향교 (旌義鄕校)                                                           | 제주 서귀포시 표선면 성읍리 820-1          | 남제주군향교재단                     | 1971년 8월 26일 지정                                                      |      |
| 6호    |      | 향사당 (鄕社堂)                                                               | 제주 제주시 삼도1동 970-2번지              | 제주시                               | 1975년 3월 12일 지정                                                      |      |
| 7호    |      | 일관헌 (日觀軒)                                                               | 제주 서귀포시 표선면 성읍리 809-1          | 서귀포시                             | 1975년 3월 12일 지정, 2012년 5월 23일 해제, 중요민속문화재 제188호에 포함 |      |
| 8호    |      | 신촌향사 (新村鄕舍)                                                           | 제주 제주시 조천읍 신촌리 2156-1           | 제주시                               | 1975년 3월 12일 지정                                                      |      |
| 9호    |      | 추자처사각 (楸子處士閣)                                                       | 제주 제주시 추자면 영흥리 285              | 박동현                               | 1975년 3월 12일 지정                                                      |      |
| 10호   |      | 용방록 (龍榜錄)                                                               | 제주 제주시 용담1동 298-1 제주향교 내      | 제주시향교재단                       | 1991년 6월 4일 지정                                                       |      |
| 11호   |      | 연방록 (蓮榜錄)                                                               | 제주 제주시 용담1동 298-1                  | 제주시향교재단                       | 1991년 6월 4일 지정                                                       |      |
| 12호   |      | 급제선생안 (及第先生案)                                                       | 제주 제주시 이도1동 1313                   | 고양부삼성사재단                     | 1991년 6월 4일 지정                                                       |      |
| 13호   |      | 탐라지도및지도병서 (耽羅地圖및地圖竝書)                                       | 제주 제주시 일도2동 996-1번지              | 제주도                               | 1991년 6월 4일 지정                                                       |      |
| 14호   |      | 제주3읍도총지도 (濟州3邑都摠地圖)                                             | 제주 제주시 일도2동 996-1                  | 제주도민속자연사박물관               | 1991년 6월 4일 지정                                                       |      |
| 15호   |      | 홍화각기 (弘化閣記)                                                           | 제주 제주시 이도1동 1313                   | 고양부삼성사재단                     | 1991년 6월 4일 지정                                                       |      |
| 16호   |      | 관음사목조관음보살좌상 (觀音寺木造觀音菩薩座像)                               | 제주 제주시 아라1동 387 관음사 경내        | 제주시                               | 1999년 10월 6일 지정                                                      |      |
| 17호   |      | 존자암지세존사리탑 (尊者庵址世尊舍利塔)                                       | 제주 서귀포시 하원동 산1-1(존자암지 경내)  | 서귀포시                             | 2000년 11월 1일 지정                                                      |      |
| 18호   |      | 보림사목조관음보살좌상 (寶林寺木造觀音菩薩坐像)                               | 제주 제주시 건입동 388번지 보림사          | 보림사                               | 2002년 5월 15일 지정                                                      |      |
| 19호   |      | 선덕사소장 묘법연화경 (善德寺所藏妙法蓮華經)                                  | 제주 서귀포시                              | 선덕사                               | 2003년 7월 2일 지정                                                       |      |
| 19-1호 |      | 선덕사소장대자암판묘법연화경 권3~4. (善德寺所藏大慈庵板妙法蓮華經 券 三~四.)  | 제주 서귀포시 상효동1156-6                 | 서귀포시                             | 2003년 7월 2일 지정                                                       |      |
| 19-2호 |      | 선덕사소장화암사판묘법연화경 권4~7 (善德寺所藏花岩寺板妙法蓮華經 券四~七)     | 제주 서귀포시 하원동 산1 (영원사)          | 서귀포시                             | 2003년 7월 2일 지정                                                       |      |
| 19-3호 |      | 선덕사소장갑인자복각묘법연화경 권1~2 (善德寺所藏甲寅字覆刻妙法蓮華經 券一~二) | 제주 서귀포시 상효동 1156-6                | 서귀포시                             | 2003년 7월 2일 지정                                                       |      |
| 20호   |      | 서산사소장목조보살좌상및복장일괄 (西山寺 所藏 木造菩薩坐像 및 腹藏 一括))     | 제주 서귀포시 대정읍 동일리 3159           | 윤경환                               | 2004년 9월 9일 지정                                                       |      |
| 21호   |      | 선광사소장목판본류등불경전적일괄 (善光寺 所藏 木版本類等 佛經典籍 一括)       | 제주 서귀포시 남원읍 남원리 2439           | 현인범                               | 2004년 9월 9일 지정                                                       |      |
| 22호   |      | 남국선원소장목판본류불경전적 (南國禪院所藏木版本類佛經典籍)                   | 제주 서귀포시 상효동 산 39번지             | 서귀포시                             | 2004년 9월 9일 지정                                                       |      |
| 23호   |      | 정방사소장석조여래좌상및복장유물일괄 (정방사소장석조여래좌상및복장유물일괄)   | 제주 서귀포시 정방동 236 정방사            | 정방사                               | 2005년 10월 5일 지정                                                      |      |
| 24호   |      | 월계사 목조아미타불 좌상 (月溪寺 木造阿彌陀佛 坐像)                           | 제주 제주시 한림읍 옹포리 4                | 제주시                               | 2007년 7월 25일 지정                                                      |      |
| 25호   |      | 삼광사 목조보살좌상 (삼광사 木造菩薩坐像)                                     | 제주 제주시 월평동 1198                    | 제주시, 삼광사                       | 2007년 7월 25일 지정                                                      |      |
| 26호   |      | 용문사 목조석가 여래좌상 (용문사 木造釋迦 如來坐像)                           | 제주 제주시 구좌읍 하도리 3142             | 제주시, 용문사                       | 2007년 7월 25일 지정                                                      |      |
| 27호   |      | 장한철의 표해록 (張漢喆의 漂海錄)                                             | 제주 제주시 국립제주박물관                 | 국립제주박물관                       | 2008년 12월 2일 지정                                                      |      |
| 28호   |      | 효열록 (孝烈錄)                                                               | 제주 제주시 교육박물관로35(이도2동)        | 제주특별자치도 교육청 제주교육박물관 | 2009년 7월 24일 지정                                                      |      |
| 29호   |      | 대정군 군병도안 (大靜郡 軍兵都案)                                             | 제주 제주시 교육박물관35(이도2동)          | 제주특별자치도 교육청 제주교육박물관 | 2009년 7월 24일 지정                                                      |      |
| 30호   |      | 보초등록 (報草謄綠)                                                           | 제주 제주시                                | 제주특별자치도 교육청 제주교육박물관 | 2009년 7월 24일 지정                                                      |      |
| 31호   |      | 쌍계암 묘법연화경 (雙溪庵 妙法蓮華經)                                         | 제주 서귀포시 하원동 1857                  | 쌍계암                               | 2012년 5월 23일 지정                                                      |      |
| 32호   |      | 홍화각 현판 (弘化閣 懸板)                                                     | 제주 제주시 이도1동 1313                   | (재)고양부삼성사재단                 | 2013년 1월 15일 지정                                                      |      |
| 33호   |      | 귤수소조 (橘叟小照)                                                           | 제주시 삼성로 40 민속자연사박물관          | 제주특별자치도(민속자연사박물관)     | 2013년 10월 16일 지정                                                     |      |
| 34-1호 |      | 남환박물 (南宦博物)                                                           | 제주시 삼성로 40 민속자연사박물관          | 제주특별자치도(민속자연사박물관)     | 2017년 5월 11일 지정                                                      |      |
| 34-2호 |      | 탐라장계초 (眈羅狀啓秒)                                                       | 제주시 삼성로 40 민속자연사박물관          | 제주특별자치도(민속자연사박물관)     | 2017년 5월 11일 지정                                                      |      |
| 35호   |      | 영조사 목조아미타여래삼존불감 (永照寺 木彫阿彌陀如來三尊佛龕)                 | 서귀포시 대정읍 영조사로 16 영조사(永照寺) | 영조사 주지 관일(홍종하)             | 2017년 11월 1일 지정                                                      | .    |